# روري غريفز
روري غريفز (بالإنجليزية: Rory Graves)‏ هو لاعب كرة قدم أمريكية أمريكي، ولد في 21 يوليو 1963 في أتلانتا في الولايات المتحدة.

## وصلات خارجية
- روري غريفز على موقع مرجع كرة القدم المحترفة.كوم (الإنجليزية)